# Francis Rose (peintre)
Pour les articles homonymes, voir Francis Rose.
Sir Francis Cyril Rose, 4e baronnet des Roses de Montréal, né à Moor Park (Hertfordshire) le 18 septembre 1909 et mort à Londres le 19 novembre 1979, est un peintre et décorateur de théâtre britannique.

## Biographie
Né à Moor Park (Hertfordshire) le 18 septembre 1909, Francis Rose est le fils de Laetitia Rouy, une agent artistique franco-espagnole fortunée et excentrique, et de Cyril Stanley Rose (1874-1915), écossais dont il hérite du titre de baronnet des Roses de Montréal ainsi que d'un héritage confortable alors qu'il est encore enfant.
Les relations de sa mère le mettent en contact dès son adolescence avec les l'avant-garde française qui gravite autour de Cocteau dont il fait la connaissance sur la Côte d'Azur ; il fréquente ainsi Isadora Duncan, Natalie Clifford Barney, Radclyffe Hall, Christian Bérard, Max Jacob ou encore le tout jeune George Platt Lynes.
Francis Rose fait ses débuts en peignant des décors pour les Ballets russes de Serge de Diaghilev. Il travaille parfois en collaboration avec son amant Christopher Wood, un autre peintre anglais. Gertrude Stein lance sa carrière en lui commandant plusieurs tableaux, notamment son propre portrait. Il réalise également les illustrations du Livre de cuisine d'Alice B. Toklas et demeure un ami proche de ces deux femmes qu'il visite fréquemment tant à Paris qu'à Bilignin. Il est souvent rapporté que le célèbre vers de Gertrude Stein, « Rose is a rose is a rose is a rose », devenu le symbole de la répétition dans l'avant-garde, aurait été inspiré du peintre ou d'un de ses tableaux, bien qu'un examen des dates rende douteuse cette éventualité.
Devenu dépendant à l'opium, il a fait en 1930, grâce à son parrain Franz Von Papen, la connaissance du capitaine Ernst Röhm, politicien nazi qui est son aîné de vingt-trois ans et avec lequel il entretient une relation sentimentale qu'il décrit avec insistance comme platonique dans ses mémoires. La même année, il connaît sa première exposition d'importance dans la galerie parisienne de Maria Cuttoli, qu'il partage avec Salvador Dalí.
Durant les années 1930, il multiplie les expositions et ventes d'œuvres à Paris, Londres, Chicago ou encore New York. Entre 1929 et 1936, lorsqu'il est à Paris, il suit sa formation auprès de Francis Picabia et de José Maria Sert.
Lorsque Röhm est assassiné en 1934 sur ordre d'Hitler au cours de la Nuit des Longs Couteaux, Rose, alors en convalescence d'une hépatite sur la Riviera, est absent de la maison qu'ils partagent en Bavière. Marqué par cette disparition, il quitte l'Europe pour voyager en Asie avant de s'installer à Pékin où il rencontre un autre homosexuel en exil, l'écrivain et sinologue Harold Acton. À la suite de l'invasion japonaise de 1937, les deux hommes doivent fuir la Chine. En outre, à la suite de détournements puis la banqueroute de son gestionnaire de fortune Richard Whitney (en), Rose se retrouve ruiné.
En 1938, une rétrospective lui est consacrée à Paris au Petit Palais.
Francis voyage en France, en Afrique du Nord et en Italie avec l'écrivaine Dorothy Carrington (1910-2002) qu'il épouse en 1942. Ils divorcent en 1966, année ou lui est consacré une rétrospective à la South London Gallery. Francis Rose vit ses dernières années dans le dénuement, aidé par quelques amis, dont Cecil Beaton. Il meurt le 19 novembre 1979 à Charing Cross Road, à Londres.
Un certain nombre de ses œuvres sont conservées à New Haven à l'université Yale (collection Stein-Toklas) et au musée des Beaux-Arts de San Francisco.